# Alseodaphne peduncularis
Alseodaphne peduncularis är en lagerväxtart som först beskrevs av Nathaniel Wallich och Christian Gottfried Daniel Nees von Esenbeck, och fick sitt nu gällande namn av Carl Daniel Friedrich Meisner. Alseodaphne peduncularis ingår i släktet Alseodaphne och familjen lagerväxter. Inga underarter finns listade i Catalogue of Life.